# Kirchlinteln (Kernort)
Der Kernort Kirchlinteln (niederdeutsch Kerklinteln) der gleichnamigen Gemeinde im Landkreis Verden in Niedersachsen hat rund 2500 Einwohner. Er ist die größte Ortschaft der Gemeinde, Sitz der wichtigsten Verwaltungseinrichtungen, Standort einer Schule, der Polizei und einer evangelisch-lutherischen Kirchengemeinde.

## Geographie
Kirchlinteln liegt in einer ländlichen, leicht gewellten und stark bewaldeten Landschaft, rund 10 Kilometer östlich von Verden (Aller). Direkt nordöstlich der Ortschaft beginnt die Lintelner Geest, ein den Landkreis Verden berührender Übergangsbereich zwischen Stader Geest und Lüneburger Heide. Südlich wird der Ort durch die Autobahn vom sogenannten Kleinbahnbezirk, einer Gruppe von Dörfern innerhalb der Gemeinde Kirchlinteln, abgegrenzt. Der Ort Kirchlinteln wird von dem meist trocken liegenden und zum Großteil kanalisierten Gibbach, der von den Einheimischen die Reith genannt wird, durchflossen. Dieser mündet bei Weitzmühlen in den Gohbach, einem Zufluss der Aller.
Kirchlinteln wird in Ost-West-Richtung von der Hauptstraße durchzogen, an der die wichtigsten Geschäfte und der Lintler Krug, eine ehemalige Gastwirtschaft aus dem 18. Jahrhundert, die heute als öffentlicher Veranstaltungsraum der Gemeinde genutzt wird, liegen. Im Norden bildet die ebenfalls in Ost-West-Richtung verlaufende, Amerikalinie genannte Eisenbahnstrecke die nördliche Begrenzung der Ortsbebauung.
Zu Kirchlinteln gehört der Ortsteil Deelsen an der Kreisstraße nach Holtum.

## Geschichte
Der Name Lintlo für den Ortsteil Kirchlinteln wird erstmals 1123 in einer Urkunde erwähnt. Die dem heiligen St. Petri gewidmete Kerke to Lintloh – dessen Turm von um 1200 noch steht – wurde erstmals 1385 in einer Urkunde des Verdener Bischofs Johann II. erwähnt.
Kirchlinteln war zunächst Teil des Territoriums Verden, das nach dem Dreißigjährigen Krieg zum schwedischen Gebiet Bremen-Verden gelangte. Der „Lintler Rübenmarkt“ fand erstmals 1660 statt. Nach einem kurzen dänischen Intermezzo wurde Kirchlinteln 1715 Teil des Kurfürstentums Braunschweig-Lüneburg, aus dem nach den napoleonischen Kriegen 1814 das Königreich Hannover wurde. Von 1866 wurde Hannover nach dem verlorenen Preußisch-Österreichischen Krieg von Preußen annektiert und blieb bis 1946 preußische Provinz. Einen Aufschwung als Zielort für den Fremdenverkehr und Ausflugstourismus erlebte Kirchlinteln mit dem Bau der Amerikalinie 1874. Bis ins 20. Jahrhundert hinein nannte sich der Kernort Kirchlinteln noch amtlich Großlinteln.
1945 wurde Kirchlinteln durch das hier lebende, ursprünglich aus Hamburg stammende Ehepaar Reh vor der Zerstörung im Rahmen von Kampfhandlungen zwischen britischen und deutschen Truppen bewahrt, indem sie unter hohem persönlichen Risiko Kontakt mit den vorrückenden britischen Soldaten aufnahmen.
1946 wurde Kirchlinteln Teil des wiedererrichteten Landes Hannover, das sich im selben Jahr mit Braunschweig, Schaumburg-Lippe und Oldenburg zum Land Niedersachsen vereinte. Nach dem Krieg siedelten sich viele Vertriebene aus Ostpreußen, Pommern, Schlesien und der Tschechoslowakei auf dem Gebiet der heutigen Gemeinde an.
Im Rahmen einer Verwaltungsreform wurden 1972 insgesamt 17 Gemeinden im östlichen Landkreis Verden zur Einheitsgemeinde Kirchlinteln zusammengelegt. Die wichtigsten Verwaltungsstellen haben ihren Sitz im Kernort Kirchlinteln. Seit den 1990er Jahren wurden neue Wohngebiete erschlossen und viele Baulücken bebaut.

## Sehenswürdigkeiten
Der Ort
Nördlich der Hauptstraße bis zur Eisenbahnstrecke befindet sich der historische Ortskern mit viel Fachwerkarchitektur im regionalen niedersächsischen Baustil und der leicht erhöht liegenden St. Petri-Kirche sowie einem parkähnlichen Dorfplatz, der für den alljährlichen Rübenmarkt als Festplatz genutzt wird. Südöstlich der Hauptstraße in Nachbarschaft zum Geschäftszentrum der Gemeinde liegen das Rathaus, das Feuerwehrhaus, die Polizei, eine Sozialstation, der Bauhof und die Kindertagesstätte Unter den Buchen. Um diesen Kern wurden die Siedlungsgebiete mit Einfamilienhäusern bebaut.
Einzelne Sehenswürdigkeiten
- St. Petri-Kirche

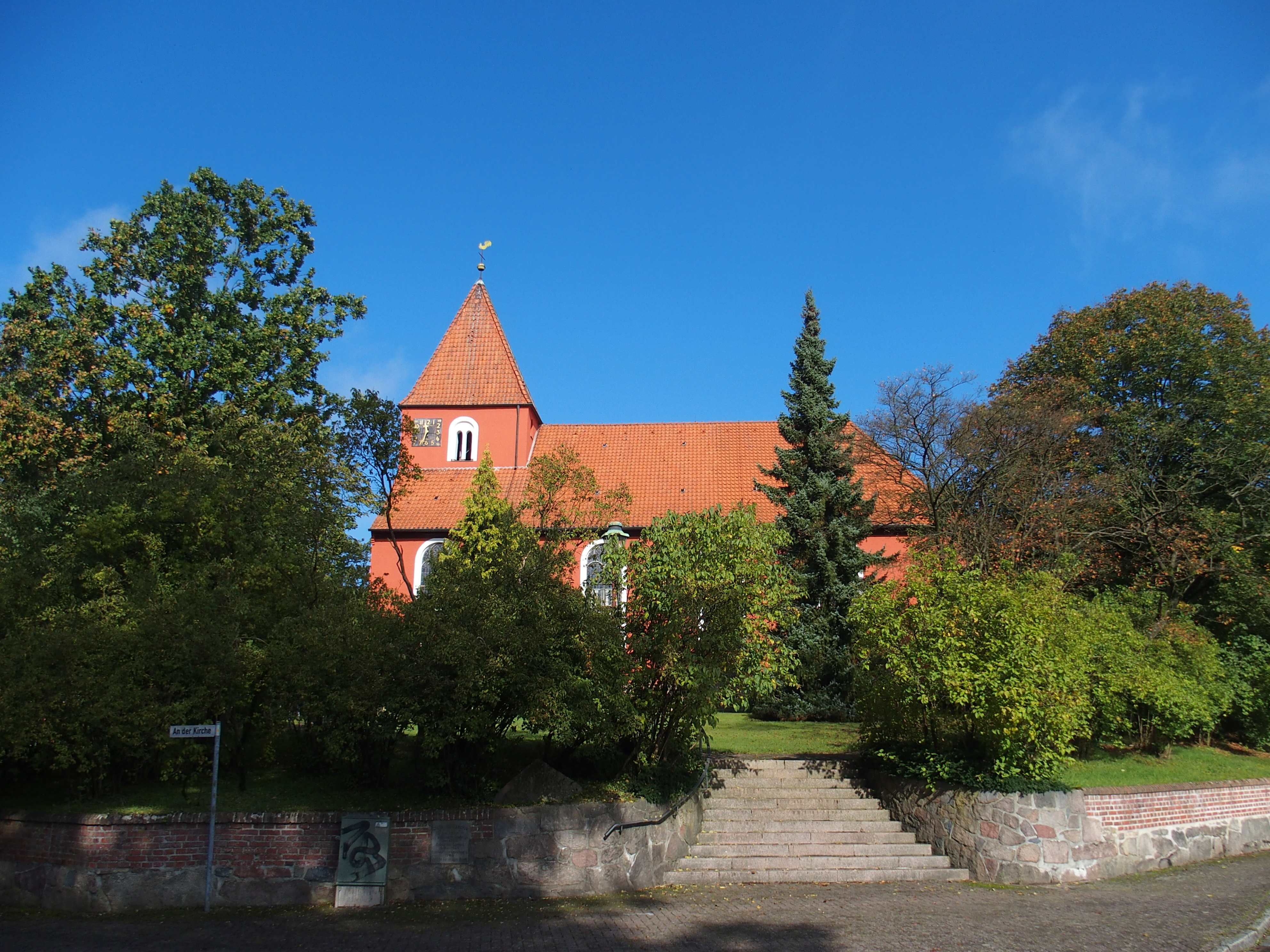
St.-Petri-Kirche

- Gebäudekomplex Lintler Krug (Fachwerkarchitektur des 18. Jahrhunderts)
- Lindhoopdenkmal
- Hügelgräberheide
- Alte Hohlwege in der Hügelgräberheide

## Wirtschaft und Verkehr

### Wirtschaft
An der Hauptstraße befindet sich ein kleines Geschäftszentrum mit mehreren Einkaufsmärkten, Gastronomie, Apotheke, Arzt- und Zahnarztpraxen. Im Bereich des ehemaligen Bahnhofs ist ein Gewerbegebiet. Man bemüht sich seitens der Gemeinde um einen ländlichen Tourismus.

### Verkehr
Straße
Kirchlinteln liegt an der Landesstraße 171 Verden (Aller) – Visselhövede. Die nächste Autobahnabfahrt ist Verden-Ost an der Bundesautobahn 27.
ÖPNV
Es besteht ein Linienbusverkehr der Verdener Verkehrsgesellschaft, der den Ort mit der Kreisstadt Verden verbindet. Ferner gibt es einen Bürgerbus zur Versorgung der kleineren Ortschaften in der Umgebung.
Schienenverkehr
1987 wurde der Bahnhof an der Bahnstrecke Uelzen–Langwedel geschlossen. Aktuell ist die Wiedereinrichtung eines Haltepunktes in Kirchlinteln vorgesehen.

## Vereinsleben
In Kirchlinteln existieren der Sportverein TSV Kirchlinteln, der Heimatverein, ein Männergesangverein, ein Schützenverein, die Freiwillige Feuerwehr und die Jugendfeuerwehr Kirchlinteln, ein Kultur- und Förderverein, der sich um die Nutzung des Lintler Kruges kümmert, sowie ein Flötenorchester, welches im Schützenverein organisiert ist.

## Brauchtum
Seit 1660 wird das Volksfest Rübenmarkt gefeiert. Dieses findet jährlich am letzten Septemberwochenende statt. Als Veranstaltungszentrum für Laientheater und Bürgerversammlungen wird die ehemalige Gastwirtschaft Lintler Krug im Ortszentrum genutzt. Weitere Feierlichkeiten sind das alljährliche Schützenfest (Mitte Juli, als vorletztes der Gemeinde vor Kreepen) und die Osterfeuer am Karsamstag.